# Wanda Wasilewska (1923–1944)
Wanda Wasilewska z domu Brzyska ps. „Wacek” (ur. 1923 w Kustrawie, zm. 21 czerwca 1944 w Biłgoraju) – polska nauczycielka i harcerka.

## Życiorys
W 1943 poślubiła podporucznika Konrada Wasilewskiego.
W czasie II wojny światowej była żołnierzem Armii Krajowej w Krzeszowie. W 1944 została aresztowana i przesłuchiwana przez Gestapo w Biłgoraju. Podczas przesłuchania, w czasie którego była torturowana, wyskoczyła przez okno z pierwszego piętra, łamiąc nogi i doznając wstrząsu mózgu. Została pochowana w lesie Rapy na peryferiach Biłgoraja 4 lipca 1944 roku w osobnej mogile. W kolejnej pochowano 60 innych partyzantów, schwytanych podczas akcji Sturmwind II.
Na jej cześć ulicę przy byłej siedzibie Gestapo w Biłgoraju nazwano Wandy Wacek – Wasilewskiej, a na samym budynku zamontowano tablicę pamiątkową.